# Les Parents terribles (film, 1953)
Pour les articles homonymes, voir Les Parents terribles.
Pour plus de détails, voir Fiche technique et Distribution.
Les Parents terribles (Intimate Relations) est un film britannique réalisé par Charles Frank, sorti en 1953.

## Fiche technique
- Titre : Les Parents terribles
- Titre original : Intimate Relations
- Réalisation : Charles Frank
- Scénario : Charles Frank d'après la pièce de théâtre Les Parents terribles de Jean Cocteau
- Musique : René Cloërec
- Photographie : Wilkie Cooper
- Montage : Peter Bezencenet
- Production : David Dent
- Société de production : David Dent Productions
- Société de distribution : Adelphi Films (Royaume-Uni), Carroll Pictures (États-Unis)
- Pays :  Royaume-Uni
- Genre : Drame et romance
- Durée : 86 minutes
- Dates de sortie : 
  -  Royaume-Uni : mars 1953

## Distribution
- Harold Warrender : George
- Marian Spencer : Yvonne
- Ruth Dunning : Leonie
- William Russell : Michael
- Elsie Albiin : Madeline

## Distinctions
Le film a été présenté en sélection officielle en compétition au Festival de Cannes 1953.